# Kanton Antibes-3
Der Kanton Antibes-3 ist ein französischer Wahlkreis im Département Alpes-Maritimes in der Region Provence-Alpes-Côte d’Azur. Er umfasst einen Teilbereich der Gemeinde Antibes und eine weitere Gemeinde im Arrondissement Grasse. Durch die landesweite Neuordnung der französischen Kantone wurde er 2015 neu geschaffen.

## Gemeinden
Der Kanton besteht aus zwei Gemeinden und Gemeindeteilen mit insgesamt 38.114 Einwohnern (Stand: 1. Januar 2022) auf einer Gesamtfläche von 24,06 km²:
| Gemeinde         | Einwohner 1. Januar 2022 | Fläche km² | Dichte Einw./km² | Code INSEE | Postleitzahl |
| ---------------- | ------------------------ | ---------- | ---------------- | ---------- | ------------ |
| Antibes          | 27.918                   | 8,52       | 3.277            | 06004      | 06600, 06160 |
| Biot             | 10.196                   | 15,54      | 656              | 06018      | 06410        |
| Kanton Antibes-3 | 38.114                   | 24,06      | 1.584            | 0603       | –            |

1. ↑   Nur der nordöstliche Teil der Gemeinde, der Rest verteilt sich auf die Kantone Antibes-1, Antibes-2 und Valbonne.

## Politik
| Vertreter im Departementrat | Vertreter im Departementrat      | Vertreter im Departementrat |
| Amtszeit                    | Namen                            | Partei                      |
| --------------------------- | -------------------------------- | --------------------------- |
| 2015–2021                   | Sophie Deschaintres              | UDI                         |
| 2015–2017                   | Eric Pauget                      | LR                          |
| 2017–2021                   | Jacques Bartoletti               | LR                          |
| 2021–                       | Jean-Pierre Dermit Sophie Nasica | LR                          |